# Hain Celestial Group
The Hain Celestial Group, Inc. (NASDAQ: HAIN

) er en amerikansk producent af te, snacks, produkter til personlig pleje og dagligvarer. Virksomheden blev etableret i 1993. 